# Галофантрин
Галофантрин — синтетичний антипротозойний препарат для перорального застосування. Галофантрин розроблений та досліджувався у Стенфордському міжнародному дослідницькому інституті в США між 1965 та 1975 роками дослідницькою групою під керівництвом Вільяма Колвелла.

## Фармакологічні властивості
Галофантрин — синтетичний антипротозойний препарат, що є похідним фенантрену, для прийому всередину. Механізм дії препарату точно не встановлений. До галофантрину чутливими є малярійні плазмодії видів Plasmodium falciparum та Plasmodium vivax, але препарат не впливає на екзоеритроцитарні форми збудника та на гамонти.

### Фармакодинаміка
Галофантрин швидко, але погано всмоктується в шлунково-кишковому тракті. Біодоступність препарату значно варіює у різних людей, але значно зростає при прийомі з жирною їжею. Максимальна концентрація галофантрину в крові досягається протягом 3—5 годин. Препарат добре розподіляється у тканинах та рідинах організму. На відміну від інших протималярійних препаратів не накопичується в еритроцитах. Галофрантин проникає через гематоенцефалічний бар'єр. Препарат проходить через плацентарний бар'єр та виділяється в грудне молоко. Галофантрин частково метаболізується в печінці з утворенням активного метаболіту. Виводиться препарат з організму переважно з калом. Період напіввиведення препарату складає 1—2 доби, активного метаболіту — від 3 до 5 діб, цей час не змінюється при печінковій та нирковій недостатності.

## Показання до застосування
Галофантрин застосовується при еритроцитарних формах малярії, викликаних Plasmodium vivax та Plasmodium falciparum, у тому числі при церебральній формі, при резистентності до хлорохіну та інших препаратів.

## Побічна дія
При застосуванні галофантрину часто спостерігаються наступні побічні ефекти: болі в животі, нудота, блювання, запор, діарея, висипання на шкірі, свербіж шкіри, головний біль, судоми, загальмованість, загальна слабість, артралгії, біль в грудях, гіпотензія, набряк легень, почащення сечовиділення. Але при дослідженнях було показано, що галофантрин має кардіотоксичний ефект навіть при прийомі в стандартних дозах. При застосуванні препарату можливе подовження інтервалу QT на ЕКГ та розвиток важких, часто смертельних аритмій по типу torsades de pointes.

## Протипокази
Галофантрин протипоказаний при підвищеній чутливості до препарату, при вагітності, дітям до 1 року, при захворюваннях серця із подовженням інтервалу QT. Препарат не призначається разом із хініном або мефлохіном та антиаритмічними препаратами у зв'язку із підвищеним ризиком кардіотоксичності. З обережністю застосовується при годуванні грудьми. Препарат не застосовується для профілактики малярії.

## Форми випуску
Галофантрин випускається у вигляді таблеток по 0,5 г.